# Migjeni-Theater

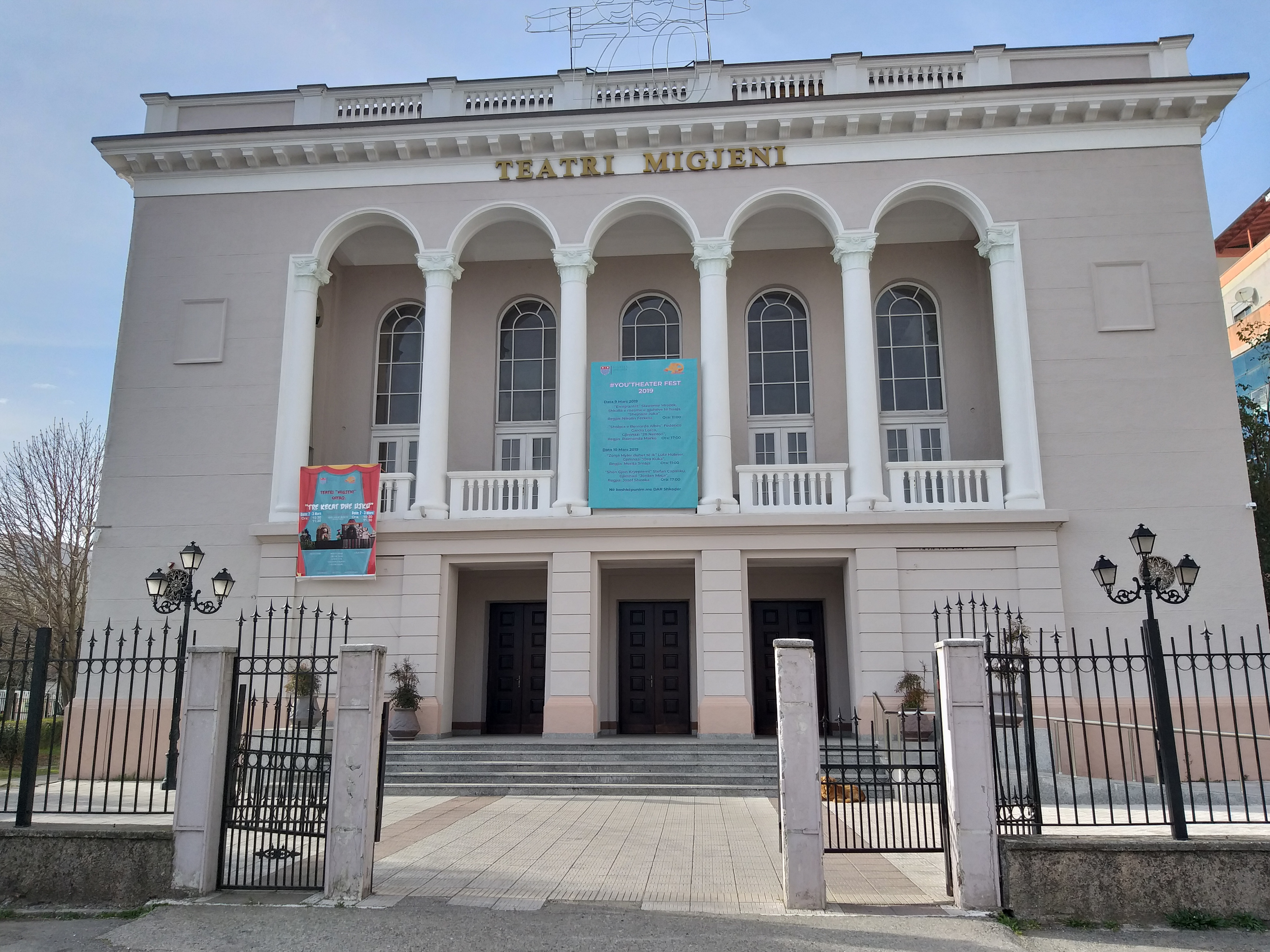
Das Migjeni-Theater

Das Migjeni-Theater (albanisch Teatri Migjeni) befindet sich in der nordalbanischen Stadt Shkodra.
Das Theatergebäude steht im Stadtzentrum nahe dem Sheshi Demokracia. Es wurde im Jahr 1958 gebaut und nach dem in Shkodra geborenen Dichter Migjeni (1911–1938) benannt. Es ist bekannt für seine romantischen und poetischen Inszenierungen, oft mit national-politischen Themen vermischt.
Schon im Vorgängerbau fanden hier ab 1879 erste Aufführungen statt. Da Frauen bis 1919 die Schauspielerei verboten war, mussten bis dahin Männer auch die Frauenrollen übernehmen. Während des sozialistischen Regimes wurden hier viele Stücke von Bertolt Brecht gezeigt. Eine bedeutende Schauspielerin des Ensembles während mehr als 60 Jahren war Tinka Kurti.